# Ministerio de la Gran Asia Oriental
El Ministerio de la Gran Asia Oriental (大東亜省 Daitōashō?) fue uno de los órganos del gobierno de Japón que existió entre 1942 y 1945, coincidiendo con la Segunda Guerra Mundial. Fue establecido para administrar los territorios de ultramar conquistados por Japón durante la Guerra del Pacífico y para coordinar el establecimiento y desarrollo de la llamada Esfera de Coprosperidad de la Gran Asia Oriental.

## Historia
El Ministerio de la Gran Asia Oriental fue creado el 1 de noviembre de 1942 durante el gobierno del primer ministro Hideki Tōjō, absorbiendo el antiguo Ministerio de Asuntos Coloniales (拓務省 Takumushō?) y la fusionándose a la vez con los Departamentos del Asia Oriental y del Pacífico Sur pertenecientes al Ministerio de Asuntos Exteriores y a la Oficina de Desarrollo del Asia Oriental (興亜院 Kōain?), organismo que ya se había actuado en la China bajo control japonés.

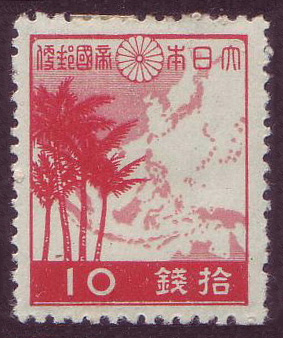
Sello de 10 sen japoneses que representa un mapa de la Esfera de Coprosperidad de la Gran Asia Oriental.

En teoría, el ministerio tenía responsabilidades políticas y administrativas en una vasta zona (4.4 millones de km²) bajo influencia japonesa (desde las Islas Aleutianas hasta las Islas Salomón, y desde la isla Wake hasta Birmania y las Islas Andamán), quizás con una población de más de 300 millones de habitantes. Pero la realidad era que las condiciones bélicas del momento significaron que el Ministerio era poco más que una creación sobre el papel. Aparte del primer ministro de la Gran Asia Oriental, Aoki Kazuo, todos los sucesivos ministros también fueron al mismo tiempo titulares de la cartera de Asuntos Exteriores.
El Ministerio fue abolido el 26 de agosto de 1945 por orden del Comandante Supremo de las Fuerzas Aliadas, después de la Rendición de Japón que puso fin a la administración japonesa de ultramar.

### Ministros de la Gran Asia Oriental
|   | Nombre            | Gobierno    | Periodo                                      |
| - | ----------------- | ----------- | -------------------------------------------- |
| 1 | Aoki Kazuo        | Tōjō        | 1 de noviembre de 1942 - 22 de julio de 1944 |
| 2 | Shigemitsu Mamoru | Koiso       | 22 de julio de 1944 - 7 de abril de 1945     |
| 3 | Suzuki Kantarō    | Suzuki      | 7 - 9 de abril de 1945                       |
| 4 | Tōgō Shigenori    | Suzuki      | 9 de abril - 17 de agosto de 1945            |
| 5 | Shigemitsu Mamoru | Higashikuni | 17 - 25 de agosto de 1945                    |